# Telenovela
 (juillet 2023).
 (juin 2021).
- Si vous ne connaissez pas le sujet, laissez ce bandeau (vous pouvez alors contacter les auteurs).
- Si vous supprimez le contenu mis en cause (vous pouvez préalablement contacter les auteurs),

argumentez précisément cette suppression dans la page de discussion
(un manque de référence n'est pas un argument ; une recherche réelle de référence doit avoir été effectuée, être formellement documentée).
 (novembre 2020).
Si vous disposez d'ouvrages ou d'articles de référence ou si vous connaissez des sites web de qualité traitant du thème abordé ici, merci de compléter l'article en donnant les références utiles à sa vérifiabilité et en les liant à la section « Notes et références ».
Les telenovelas, ou télénovelas (parfois raccourci en novelas) — litt. « télé romances » — sont des feuilletons télévisés produits essentiellement dans les pays d'Amérique latine. Elles sont généralement composées d’environ 200 épisodes d’une quarantaine de minutes, qui sont diffusés tous les soirs, du lundi au vendredi, pendant sept à huit mois. Sur certaines chaînes de télévision, elles constituent ainsi l’essentiel des programmes télévisés de la fin de l’après-midi à la fin de la soirée. Elles sont donc caractérisées par une production en grande quantité et souvent avec de faibles budgets. La première telenovela date du 18 septembre 1950.
En France, elles sont principalement d’origine mexicaine. On peut les voir notamment sur les chaînes et plateformes TF1 (TF1+), M6 (M6+), France Ô ou Novelas TV (pour les abonnés à Canal+), Telenovela Channel, Diamants TV, Novela F Plus, IDF1, Gulli, Disney Channel ainsi que sur Netflix et Prime Video ainsi que sur certaines chaînes YouTube spécialisées.

## Histoire
Télénovela est un terme emprunté au portugais (ou à l'espagnol), formé avec les mots televisão (ou televisión), qui signifie « télévision », et novela qui signifie « roman » dans les deux langues. Le Wiktionnaire propose les deux étymologies dans deux entrées différentes avec deux orthographes différentes (avec ou sans accent sur les « e » de « tele »).
Dans de nombreux pays, les feuilletons télévisés sont le prolongement des feuilletons radiophoniques. Dans les années 1950, les télénovelas ont pris le relais des radionovelas. Ces dernières sont produites notamment au Brésil et à Cuba. El derecho de nacer (Le droit de naître, de Félix B. Caignet) connait le succès avec 300 épisodes diffusés à partir de 1948. Cette radionovela cubaine est devenue un feuilleton télévisé au Brésil en 1964. La première télénovela apparaît dans ce pays en 1951, Sua vida me pertence (Ta vie m’appartient), une romance.
Les premières télénovelas ne comptent pas plus d’une vingtaine d'épisodes qui durent entre 15 et 20 minutes chacune (comme beaucoup de feuilletons français de l’époque). Dans les années 1990, le format passe à 30 minutes. Il est aujourd'hui de 45 minutes.
Les télénovelas produites en grand nombre dans la seconde partie du XXe siècle font l'objet de critiques dans les pays occidentaux. Elles ont été qualifiées[Par qui ?] de romances à l’eau de rose qui « véhiculent des stéréotypes machistes » dignes des pays « machistes »[non neutre] dans lesquels elles sont produites. Caractérisées par des intrigues peu complexes et légères, le contenu de ces télénovelas ressemble  aux soap-opéras américains et français de l’époque, tels que Santa Barbara et Les Feux de l’amour. Au niveau de la production, on note deux différences principales. D'abord, les budgets sont plus faibles que les autres soap-operas, ce qui impacte plusieurs aspects de leur production, tels que scénarios, décors, costumes, temps de prise de vue, entre autres. Ensuite, en Amérique latine, elles ont un quasi-monopole de la production télévisuelle.
Les télénovelas sont également accusées[Par qui ?] d'entretenir les inégalités sociales et le système de castes qui caractérisent les sociétés latino-américaines, en mettant en scène, dans un décor de luxe (manoirs, yachts...), avec un casting d'acteurs exclusivement blancs, la vie de l'oligarchie terrienne, dont les préoccupations sont déconnectées de la réalité de la majorité de la population.[réf. nécessaire]
Par ailleurs, les amateurs de ces télénovelas en France sont confrontés à un problème : les doublages en français sont très souvent de mauvaise qualité, principalement ceux des feuilletons hispaniques, ce qui peut s'expliquer par des différences importantes de rythme de diction entre les hispanophones et les francophones. Mais aujourd’hui, les choses ont considérablement changé.[Quand ?]

## Description
Les télénovelas viennent surtout de cinq principales chaînes : Rede Globo (au Brésil), Televisa (au Mexique), Telemundo (aux États-Unis), Telefe (en Argentine) et Venevisión (au Venezuela), en langue espagnole ou portugaise, tous les soirs, du lundi au vendredi, diffusent cinq télénovelas inédites, de la fin d'après-midi jusqu'au soir. C'est une tradition en Amérique latine.
Jusqu'aux années 2000, se retrouvent souvent, dans ces feuilletons, des personnages à la recherche d'un membre de leur famille, une mère désespérée élevant seule ses enfants après l'abandon ou la mort de son mari, de jolies jeunes femmes pauvres, se servant de leur beauté pour réussir dans la vie quitte à ruiner la vie d'autres personnes, des hommes et femmes arrivistes, vénaux, avides de pouvoir et de richesses, capables de tout pour arriver à leurs fins, des histoires d'amour entre des servantes crédules et des fils de la haute société. « Amour, gloire et beauté », argent, mensonges et trahisons résument parfaitement les différentes histoires des télénovelas. Jusqu'aux années 2000, nombre de télénovelas comportent des personnages catholiques très pieux, des religieux, un prêtre. Quasiment toutes les télénovelas se terminent par un mariage, en tout cas par une fin très heureuse. Il y a une sorte de morale dans l'histoire, les personnages faisant le bien du début à la fin sont toujours récompensés de leurs bonnes actions ; en revanche, les méchants montrant leur méchanceté, n'ayant aucune limite à briser des vies, en tuant de pauvres innocents pour arriver loin et triompher sur le malheur des bonnes âmes, paient toujours le plus souvent de leur vie, caractéristique de la punition divine.
À partir des années 2000, les intrigues évoluent considérablement, le rythme est plus rapide qu'auparavant et les rebondissements plus présents. Le sujet de ces intrigues peut porter sur la recherche d'une vengeance, et sur des rivalités régulières entre des personnages opposés, où le public ressent une empathie pour le protagoniste, souvent victime de la méchanceté et la jalousie d'un antagoniste. Une critique sociale émerge lorsque ces antagonistes sont des puissants qui se servent du pouvoir et de l'argent pour causer du mal. Les intrigues sont également moins manichéennes, à la faveur d'inversions morales des rôles. Ainsi, le protagoniste peut devenir lui-même antagoniste, en voulant obtenir vengeance ou réparation de ce qu'il ou elle a subi sans se servir de la justice. Inversement, un antagoniste peut se repentir à temps du mal fait, se transformant de fait en "gentil" de l'histoire et  échappant ainsi à la punition divine.
Dans les télénovelas des pays hispanophones et lusophones, la musique est mise en avant. Il n'est pas rare que l'actrice principale ou l'acteur principal chante la chanson du générique, ou de voir dans une scène des chanteurs ou des musiciens qui interprètent un des morceaux récurrents du feuilleton. La capacité des acteurs à jouer divers sentiments est aussi une de leurs qualités, car l'accent des intrigues est mis sur les émotions, dans le but de permettre au téléspectateurs de s'identifier à un ou plusieurs personnages.
Au Brésil, puis au Mexique et dans l'ensemble de l'Amérique latine ainsi qu'aux États-Unis, des cérémonies permettent aux téléspectateurs et à des jurys de voter pour leurs acteurs ou télénovelas favoris. Il existe plusieurs catégories, comme le meilleur acteur protagoniste, le meilleur acteur antagoniste, le meilleur jeune acteur, le meilleur couple parfait, la meilleure télénovela, etc. Les cérémonies se développent au fur à mesure des années, notamment Troféu Imprensa, au Brésil depuis 1958 et Prêmio Extra, au Brésil depuis 1998, Los premios TVyNovelas, au Mexique depuis 1983 et en Colombie depuis 1991, et aux États-Unis Premios Tu Mundo, qui existe depuis 2012.
Un nouveau genre similaire mais plus moderne et innovant fait son apparition au cours des années 2000, les telenarconovelas ou narconovelas. La reina del sur (La Reine du Sud) est l'une des télénarconovelas qui a eu le plus de succès.
Par ailleurs, dans ce contexte, il y a aussi les teen telenovelas ou teen novelas qui s’adressent à un public d’adolescents. En France, on peut en voir certaines sur la chaîne Gulli (Chica vampiro, Yo soy Franky…).
Les télénovelas actuelles en production contiennent de plus en plus des saisons multiples, ce qui laisse voir paraître ce genre sous l’appellation de la série novela.

## Programmation
- Liste (wiki) : Liste des telenovelas diffusées en France et dans les pays francophones